# Entrega de pacote
A entrega de pacotes ou entrega de encomendas é a entrega de contêineres, encomendas ou correspondências de alto valor como remessas únicas. O serviço é fornecido pela maioria dos sistemas postais, correio expresso, empresas privadas de correio e transportadoras de cargas menores.[1]

## História
O empresário galês Pryce Pryce-Jones formou a primeira empresa de mala direta em 1861. Ele distribuiu catálogos de flanela galesa em todo o Reino Unido, com os clientes podendo fazer pedidos pelo correio pela primeira vez - isso após o Uniform Penny Post em 1840 e a invenção do selo postal (Penny Black), onde havia uma cobrança de um centavo para transporte e entrega entre quaisquer dois locais no Reino Unido, independentemente da distância - e as mercadorias foram entregues em todo o Reino Unido através do recém-criado sistema ferroviário. Price-Jones prometeu entrega no dia seguinte em grande parte do país.
Em 1852 Wells Fargo, então apenas um de muitos desses serviços, foi formado para fornecer serviços bancários e expressos. Isso andava de mãos dadas, pois o manuseio do ouro da Califórnia e outras questões financeiras exigiam um método seguro para transportá-los pelo país. Isso colocou a Wells Fargo com segurança no negócio de diligências e os levou a participar do empreendimento Pony Express. Eles foram precedidos, entre outros, pelo Butterfield Overland Stage, mas o fracasso deste último colocou o negócio nas mãos de Wells Fargo e levou a um monopólio do tráfego terrestre que durou até 1869, quando a linha ferroviária transcontinental foi concluída. Nesse período, além do negócio de encomendas, transportavam correspondência regular, desafiando o monopólio dos correios; eventualmente, um acordo foi feito em que a Wells Fargo cobrava sua própria taxa além da postagem federal, em reconhecimento às limitações dos correios que alcançavam facilmente todas as áreas. 
A partir de 1869, os serviços de encomendas passaram rapidamente para a ferrovia, que era mais rápida e barata. O escritório expresso era uma característica universal da estação ferroviária com funcionários. Os pacotes viajavam como tráfego "head-end" em trens de passageiros. Em 1918, a formação da United States Railroad Administration resultou na consolidação de todos esses serviços em uma única agência, que após a guerra continuou como a Railway Express Agency (REA).
Em 1º de janeiro de 1913, o serviço postal de encomendas começou,fornecendo aos clientes postais rurais um serviço de encomendas junto com sua correspondência regular e evitando uma viagem a uma cidade substancial o suficiente para manter um escritório expresso. Isso, junto com o Rural Free Delivery, impulsionou um enorme aumento nas vendas por catálogo. A essa altura, o monopólio dos correios sobre a correspondência foi efetivamente aplicado e a Wells Fargo havia saído do negócio em favor de seus empreendimentos bancários. 
Os serviços de frete motorizado surgiram rapidamente com o advento dos caminhões movidos a gasolina e diesel. O United Parcel Service teve suas origens nesta época, inicialmente como um serviço de correio privado. A melhoria geral do sistema rodoviário após a Segunda Guerra Mundial levou à sua expansão para um serviço nacional, e outros serviços semelhantes surgiram. Ao mesmo tempo, a contração do serviço ferroviário de passageiros prejudicou o transporte ferroviário de pacotes; essas contrações levaram ao cancelamento dos contratos de correio com as ferrovias, o que, por sua vez, causou novos cortes de passageiros. Eventualmente, a REA foi dissolvida em falência em 1975. 
O correio aéreo foi concebido cedo e o serviço programado começou em 1918. As companhias aéreas regulares transportavam mercadorias perecíveis e de alto valor desde o início. O avanço mais importante, no entanto, veio com o sistema "hub and spoke" lançado pela Federal Express (agora conhecida como FedEx) em 1973. Com a desregulamentação em 1977, eles conseguiram estabelecer um sistema aéreo capaz de entregar pequenos pacotes— incluindo correio - durante a noite na maior parte do país. Em resposta, o serviço postal iniciou um serviço de correio expresso comparável. No mesmo período, eles também começaram a contratar a Amtrak para transportar correspondência por trem. Assim, no início do século 21, o consumidor americano pode escolher entre uma variedade de serviços públicos e privados que oferecem entregas em várias combinações de velocidade e custo. 

## Atualidade
Em 2018, as transportadoras de encomendas estão transportando 14% das mercadorias dos EUA, acima dos 10% há 25 anos, e o volume doméstico da FedEx nos EUA aumentou 4,9% em 2018, enquanto a UPS relatou um aumento de 3,3% e um aumento de 5,6% no transporte aéreo doméstico no dia seguinte. pacote.
A entrega no mesmo dia para encomendas locais (como documentos) está disponível há muito tempo pelo correio local. O transporte ferroviário e aéreo viabilizou a entrega no mesmo dia em distâncias maiores; por exemplo, pacotes enviados no início da manhã podem ser entregues (a um custo relativamente alto) em qualquer lugar nos Estados Unidos continental. Bens de varejo raramente eram vendidos com frete mais rápido do que durante a noite. 

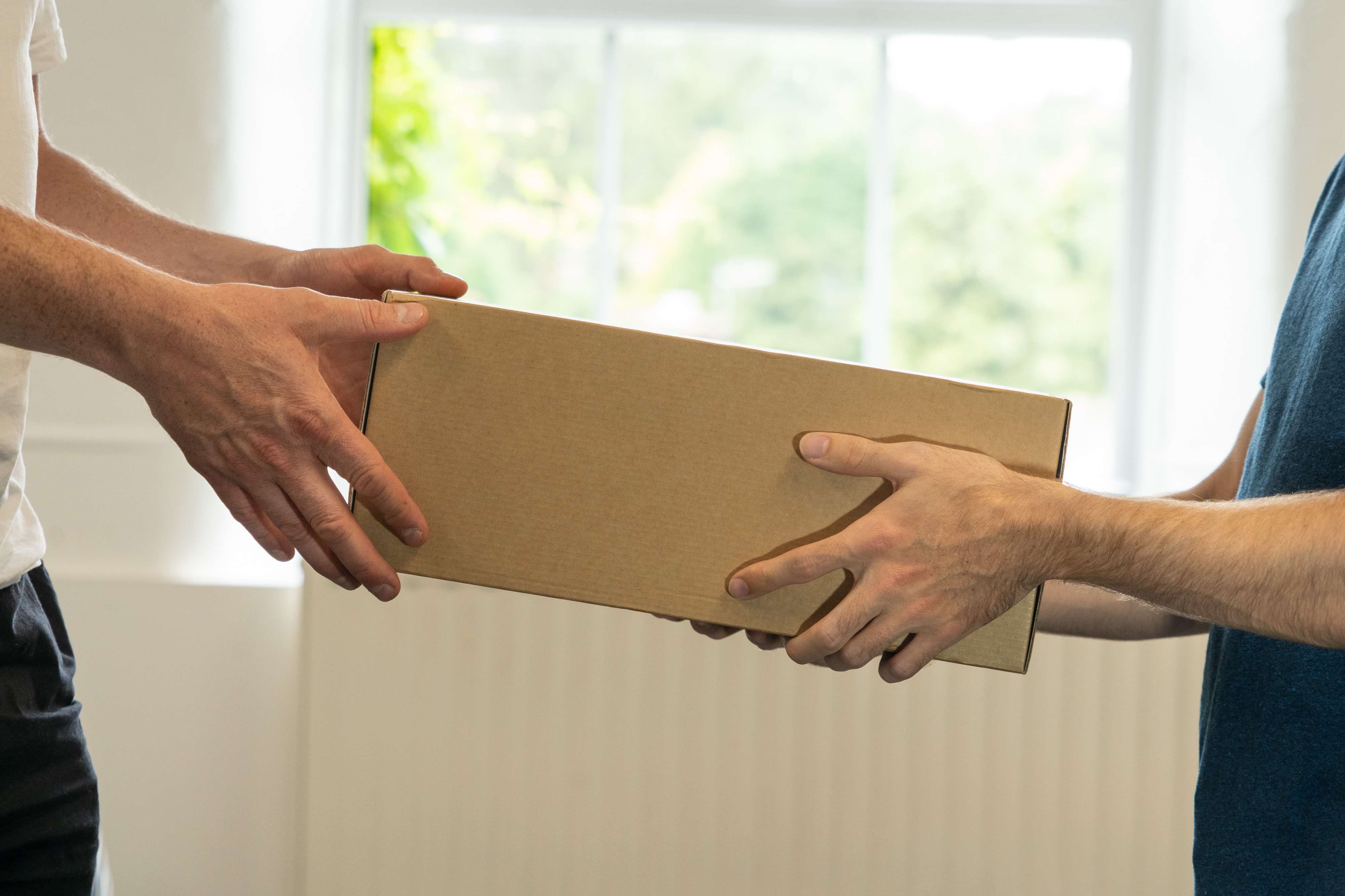
Courier

Algumas mercearias online, como AmazonFresh e Webvan, e serviços de entrega operados por mercearias como Peapod e Safeway tiveram janelas de entrega no mesmo dia ou no dia seguinte. Muitos restaurantes há muito entregam comida local sob demanda, e os serviços de pedidos de comida online expandiram isso para muitos restaurantes que, de outra forma, não entregariam. 
Na década de 2010, vários serviços experimentais foram lançados, usando compras online e armazéns de varejo ou cadeias de lojas locais para o consumidor que faz o pedido para atendimento a um custo relativamente baixo. O serviço postal dos Estados Unidos "Metro Post" começou em 2012,[8][9] que em 2014 estava enviando pedidos da Amazon para 15 cidades. Em 2013, o Walmart estava entregando pacotes para o mesmo dia de suas próprias lojas em cidades de teste[12] via UPS. 
Kozmo.com iniciou um serviço geral de entrega local de uma hora para itens pequenos em 1998, mas falhou em 2001. O serviço de varejo no mesmo dia Postmates começou em 2011 e o Google Express começou em 2013 com um número limitado de fornecedores e cidades. Em setembro de 2015, o Amazon Prime Now (que inclui produtos selecionados, incluindo alguns mantimentos) oferecia entrega em 1 hora em 13 cidades, e a empresa lançou o Amazon Flex, que é um serviço semelhante ao Postmates usando trabalhadores de meio período para entregar a Amazon. Pacotes Prime Now. 
Algumas empresas de aluguel de veículos oferecem serviço de correio e entrega de itens encomendados on-line de fornecedores locais. Startups com serviços semelhantes incluem Doorman em San Francisco, Chicago e Nova York,[16] Deliv em San Francisco, WeDeliver em Chicago e Shutl em Manhattan e Chicago.
Uma alternativa para a entrega no mesmo dia é a retirada na loja, que foi adotada até mesmo por varejistas anteriormente apenas online, como a Amazon.

## Mercadoria pesada
A entrega de mercadorias pesadas, como móveis ou grandes eletrodomésticos, requer um processo logístico diferente da maioria dos correios de pequenas encomendas. Por exemplo, a cadeia de abastecimento de transporte de grandes bens domésticos de seus fabricantes para locais residenciais ou comerciais em todo o país e no mundo é mais complexa e traz consigo um maior potencial de danos e erros do que com embalagens menores. 
Transportadoras especializadas em cargas menores que transportam móveis e outras mercadorias pesadas do fabricante para um hub de última milha." O problema da última milha também pode incluir o desafio de fazer entregas em áreas urbanas. restaurantes e outros comerciantes em um distrito comercial central geralmente contribuem para problemas de congestionamento e segurança. A transportadora de última milha, também conhecida como empresa de entrega de luvas brancas, cuidará da etapa final da entrega. 
A luva branca refere-se ao mais alto nível de serviço para entrega de mercadorias pesadas na última milha. Envolve a equipe de entrega levando o item até a sala escolhida, desembalando e montando, e removendo todas as embalagens e entulhos da casa do cliente. Existem mais de 4.000 empresas de entrega de luvas brancas nos Estados Unidos, a maioria das quais realiza apenas entregas locais. Algumas grandes transportadoras de cargas menores também oferecem serviço de entrega de luvas brancas e, nos últimos anos, surgiram novas empresas que oferecem redes nacionais de cobertura de entrega de luvas brancas. Com o crescimento de sites de comércio eletrônico que vendem mercadorias pesadas em todo o país e no mundo, o mercado de entrega de luvas brancas está mudando de transportadoras principalmente regionais que trabalham com lojas físicas locais para sites de comércio eletrônico que trabalham com redes de entrega nacionais.

## Design de embalagem para distribuição
A embalagem de transporte precisa ser adequada ao seu sistema logístico. Embalagens projetadas para remessas controladas de paletes uniformes podem não ser adequadas para remessas mistas com transportadoras expressas. Os sistemas individuais de classificação e manuseio de pequenas transportadoras de encomendas podem sobrecarregar muito as embalagens e o conteúdo. A embalagem precisa ser projetada para os perigos potenciais que podem ser encontrados em sistemas de entrega de encomendas. As principais transportadoras têm uma equipe de engenharia de embalagem que fornece diretrizes de embalagem e, às vezes, design de embalagem e serviços de teste de embalagem. Muitos varejistas eletrônicos têm requisitos de embalagem específicos para seus fornecedores e também oferecem assistência no design da embalagem. 
Ao comprar pedidos de varejo de um depósito, como para compras on-line, vários itens geralmente são colocados em uma única caixa (embalagem secundária) para transporte e rastreamento mais baratos e fáceis. Isso gera desperdício quando há apenas um único item que pode ser transportado sem uma caixa externa (por exemplo, algo que já possui uma embalagem primária de varejo durável). Para evitar esse problema, alguns itens são designados na indústria como navios em contêiner próprio (SIOC) e receberão apenas uma etiqueta de envio. Alguns produtos são projetados especificamente como SIOC por motivos ambientais ou de custo.

## Procedimentos de teste
Os procedimentos de teste de pacote incluem: 
ASTM International D7386- Prática padrão para testes de desempenho de pacotes para sistemas de entrega de encomendas individuais.
Associação Internacional de Trânsito Seguro 
Projeto 3K: Bens de Consumo Rápido para a Cadeia de Fornecimento de Varejo Europeia 
6-FEDEX-A: Procedimentos da FedEx para testar produtos embalados com peso de até 150 libras 
6-FEDEX-B: Procedimentos da FedEx para testar produtos embalados com peso superior a 150 libras
6-SAMSCLUB, Produtos Embalados para Remessa do Sistema de Distribuição Sam's Club®
Procedimento 7D: Embalagem de transporte com controle térmico para remessa do sistema de entrega de encomendas
Destinatários 
Um caminhão de entrega SF Express Os destinatários, se quiserem receber os pacotes de maneira oportuna e adequada, devem acomodar as transportadoras. comida, pode ser sensível ao tempo. Alguns construíram depósitos para embalagens e instalaram refrigeradores. 
Os destinatários geralmente optam por usar uma “caixa de encomendas” de alta capacidade, que armazena um grande número de itens e correspondências ao mesmo tempo. Os itens depositados são armazenados com segurança com o uso de defletores de segurança internos que permitem que os pacotes caiam nas partes inferiores da caixa enquanto restringem o roubo de itens através da abertura da abertura.

## Considerações de temperatura
Entrega de congelados: Caixas de laranjas e toranjas frescas entregues ao lado da rua no inverno A exposição prolongada a temperaturas extremas é uma consideração importante para a entrega de alguns tipos de produtos. Muitas vans de entrega não são controladas pela temperatura: os itens entregues podem ficar sem vigilância por horas em varandas, calçadas ou caixas de correio. 
A exposição potencial ao calor pode causar a degradação de alguns produtos farmacêuticos, plantas vivas, alimentos, tintas, flores cortadas, produtos químicos etc. A luz solar em caixas de correio fechadas pode amplificar a temperatura ambiente. Por exemplo, o USFDA descobriu que a temperatura em uma caixa de correio de aço pintada de preto pode atingir 136 °F (58 °C) em pleno sol, enquanto a temperatura do ar ambiente é de 101 °F (38 °C).
Da mesma forma, o frio extremo pode danificar ou degradar outros tipos de produtos. 
Várias opções podem ajudar. Às vezes, são usados contêineres de remessa isolados, bolsas térmicas ou envelopes de correspondência especiais. Algumas operadoras oferecem entrega expressa ou “manuseio especial”. Os destinatários podem ser obrigados a aceitar pessoalmente a entrega para evitar devoluções não atendidas. Registradores de dados de temperatura, dispositivos analógicos e tintas termocrômicas estão disponíveis para ajudar a identificar o abuso de temperatura.